# 月出和月沒

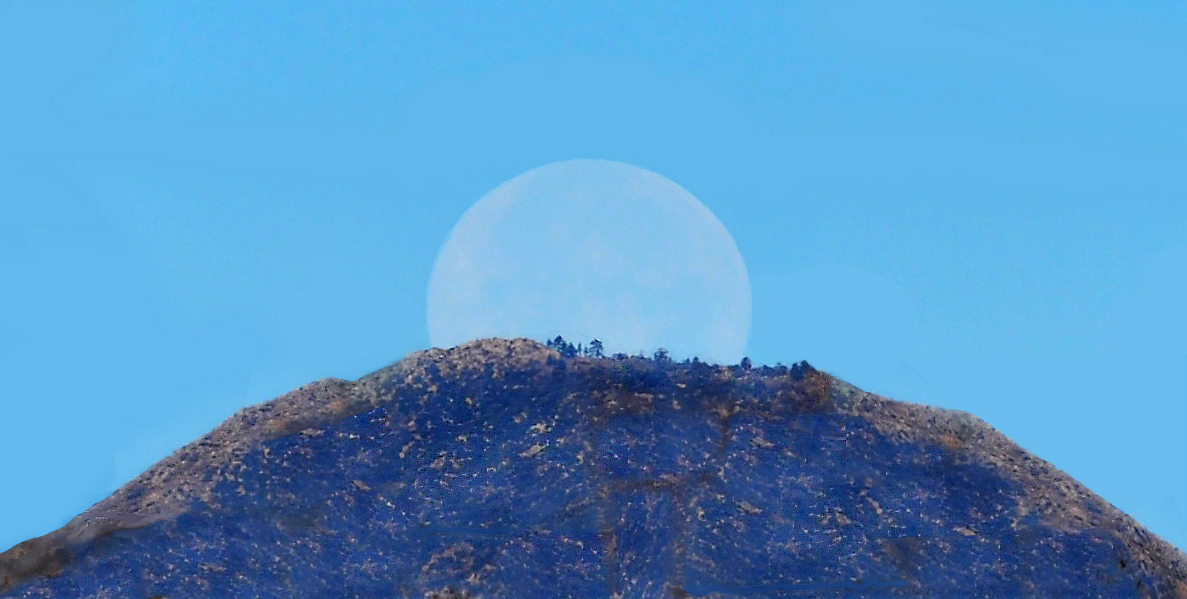
在一個仲夏的早晨，在加利福尼亞州聖戈爾戈尼奧山後面沉沒的一輪滿月。

月出和月沒分別是月球的上緣出現和消失在地平線上的時間。確切的時間取決於月相和赤緯，以及觀測者的位置。從極圈往外看，月球和環極圈以外的所有其他天體一樣，由於地球的自轉，它從東邊的地平線的升起，在西邊消失。

## 方向和時間

### 方向
由於地球自轉是由西向東，環極圈以外的所有天體（包括太陽、月球和恆星）都從東邊升起，西邊落下。季節變化意味著它們有時在東北偏東或東南偏東升起，有時在西南偏西或西北偏西沉沒。

### 時間

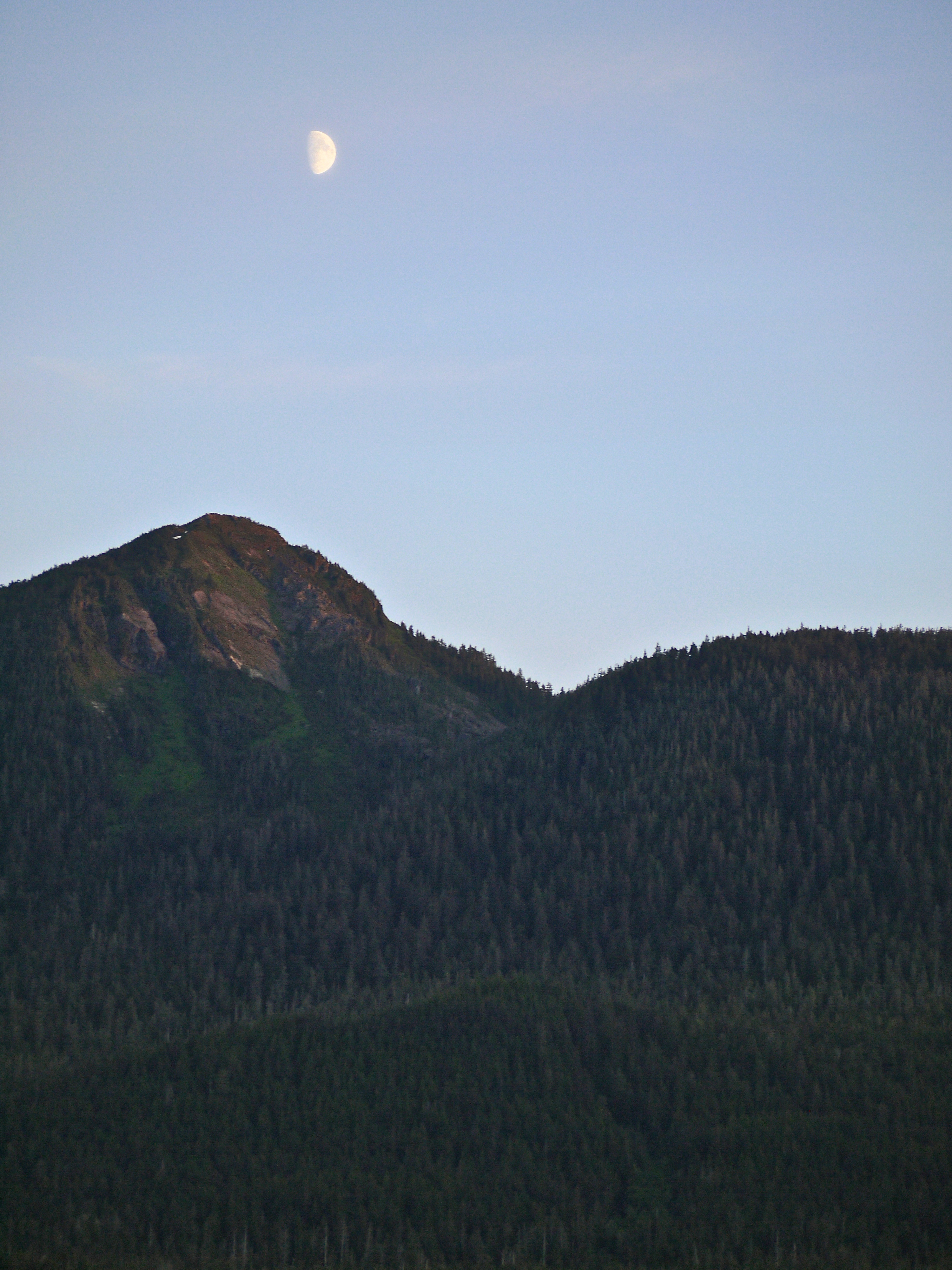
一輪明月，高聳在針葉樹的山頭上。

月球相對於地球和太陽的位置决定了月球東升和西沉的時間。例如，下弦月在子夜升起，在中午落下。觀賞虧凸月最佳的時段是在深夜前到清晨。由於月球每天在天球上移動約13度，因此月球每日/晚的上升時間比前一天晚30到70分鐘。因此，地球必須在完成一次自轉後再移動13度才能看到月球。 
| 月相（從北半球看到的圖像） | 月出         | 中天時間（最高點） | 月沒   | 最佳觀賞時段                |
| -------------------------- | ------------ | ------------------ | ------ | --------------------------- |
| 新月                       | 日出         | 中午               | 日落   | 除非出現日食，否則不可見    |
| 眉月                       | 上午晚些時候 | 下午               | 黃昏後 | 上午晚至傍晚                |
| 上弦                       | 中午         | 日落               | 子夜   | 中午後到子夜前              |
| 張弓月                     | 下午         | 黃昏後             | 黎明前 | 傍晚時分 和晚上的大部分時間 |
| 滿月                       | 日落         | 子夜               | 日出   | 日出到日落（整夜）          |
| 虧凸月                     | 黃昏後       | 黎明前             | 清晨   | 夜晚的大部分至黎明          |
| 下弦                       | 子夜         | 日出               | Noon   | 黎明前至日出後              |
| 殘月                       | 黎明前       | 上午晚些時候       | 下午   | 黎明前至下午                |

## 視覺外觀

月球在地球地平線上出現的大氣扭曲。

由於錯覺，月亮在月亮升起或落月時顯得更大。這種錯覺被稱為月球錯覺，是由大腦的作用引起的。對月球錯覺沒有明確的解釋。然而，這很可能是因為大腦如何感知不同距離的物體，和/或當物體接近地平線時，我們期望物體離我們的距離。
月球在地平線附近看起來更黃。這與日出/日落時太陽和/或天空呈現橙紅色的原因相同。當月球出現在地平線附近時，來自月球的光線必須穿過更多的大氣層。這會散射藍色，留下黃色、橙色和紅色。這也是月球在月偏食或月全食中呈現紅色的原因。

## 註解
1. ↑  略有變化。（"中天（最高點）"和"月沒"都相同。）